# Il lago delle anime dannate
Il lago delle anime dannate (The Lake of Souls) è il decimo libro della Saga di Darren Shan e primo capitolo della quarta e ultima trilogia della saga, chiamata The Vampire Destiny trilogy. Si tratta del libro più lungo della serie.

## Trama
Darren e Harkat fanno ritorno al Circo degli Orrori dove, dopo alcuni mesi, finalmente accetta la morte di Mr. Crepsley e supera il lutto. Debbie Hemlock e Alice Burgess lo raggiungono dopo diversi mesi passati ad allenarsi con i vampiri e suggeriscono di creare un'armata umana per aiutare i vampiri a combattere i Vampiri Killer. Darren e Harkat intendono aiutare, ma in quel momento appare Mr. Tiny; Harkat sta venendo tormentato da diversi incubi, pertanto è tempo per lui di scoprire la sua identità passata (i membri del Piccolo Popolo sono i residui dell'anima di quella che era stata una persona, seppur non ricordano nulla di ciò) oppure cadrà nella follia. Tiny afferma che Harkat ha poche speranze di successo senza Darren, che decide quindi di aiutare il suo amico nell'impresa mentre le due donne umane si dirigeranno da sole al Picco dei Vampiri. Darren e Harkat partono attraversando un portale misterioso che li conduce in un mondo strano e desolato.
Per trovare il primo indizio, i due devono dirigersi a est verso il territorio di una pantera nera e uccidere la creatura. Riescono nell'impresa e trovano una mappa sulla pelle della pantera; inoltre sui suoi denti sono incise delle lettere che formano il nome di Harkat, ma per il momento non ne capiscono l'utilità. La prossima tappa è una palude popolata da un rospo gigante da cui devono recuperare dei "globi gelatinosi", ovvero le uova dell'animale. Durante la missione Darren è attaccato da alcuni alligatori ma viene salvato da Lady Evanna che inaspettatamente si unisce a loro fino a quando raggiungono un lago e aiuta loro a costruire una barca per attraversarlo. La strega poi se ne va, dicendo loro di raccogliere il liquido sacro dal "Tempio del Grottesco" che troveranno sull'altra sponda. Quando sono quasi arrivati rischiano nuovamente la vita a causa dell'attacco di un drago, riuscendo a sfuggirgli per un pelo.
Darren si risveglia a causa di un pirata ubriacone di nome Spits Abrams, giunto lì in qualche modo negli Anni Trenta e informato da Tiny che Darren e Harkat, prime creature simili all'uomo da lui incontrate da quando è arrivato, sono una possibilità per lui di realizzare i suoi sogni. Sebbene nessuno dei due si fidi dell'uomo, decidono di lasciarlo unirsi a loro nella loro impresa per far avere ad Harkat una rete da pesca con cui ripescare la sua anima dal lago e per far avere a Darren una scorta di sangue umano.
I tre si imbattono in una tribù chiamata "kulashka" (unica parola che ripetono più volte) simili ai guardiani del sangue al Picco dei Vampiri, i quali ricorrono al sacrificio umano per nutrire una mostruosa creatura chiamata Grottesco, dalle cui zanne ricavano un veleno che conservano in fiale, ovvero il liquido sacro nominato da Lady Evanna. Darren e Harkat si introducono al tempio per rubare le fiale, ma sono scoperti e attaccati dal mostro. I Kulashka permettono ai due di fuggire in sicurezza se non porteranno con loro il veleno; vorrebbero obbedire ma Spits, ubriaco, lancia una fiala di veleno contro il Grottesco che esplode, facendo crollare il tempio.
Darren, Harkat e Spits cadono sottoterra in quello che sembra un rifugio antiatomico dei giorni nostri con cibo e bevande in un frigorifero. C'è anche un biglietto di Mr. Tiny che da' loro indicazioni per raggiungere il Lago delle Anime; prima di andarsene, Harkat sembra restare disturbato da alcune cartoline che ha trovato nella stanza.
I tre giungono al lago che nei cui dintorni abitano cinque draghi; Darren e Harkat scoprono di dover fabbricare delle bombe riempiendo i globi gelatinosi con veleno del Grottesco. Sulle rive del bacino le creature si allontanano e Spits spiega ai compagni che Tiny gli raccontò che un incantesimo impedisce ai draghi di avvicinarsi a più di otto metri dal lago a meno che una persona vivente non ci cada dentro. Si rivela poi essere un cannibale che ha nutrito il suo equipaggio con della carne di persone pescate in acqua e infatti intende rimanere per il resto della sua vita nel Lago delle Anime cibandosi di quelle che pescherà. Darren e Hakat non intendono fargli perseguire il suo scopo e ingaggiano uno scontro, al termine del quale Spis esce accidentalmente nella zona sicura di otto metri. Viene quindi incendiato da un drago e cade nel lago, rompendo l'incantesimo.
Durante l'attacco, Harkat riesce a pescare l'identità della persona che era nella sua vita precedente, ovvero Kurda Smahlt. Il tempo pare allora fermarsi e compare Mr.Tiny, che si congratula con loro per il successo dell'impresa e spiega che Harkat è stato creato per proteggere Darren e permettergli di adempiere al suo destino e Kurda è stato scelto perché amico di Darren quando era in vita. Dato che Kurda e Harkat sono la stessa anima, solo uno dei due può vivere; inoltre, sebbene il signor Tiny avesse un mezzo per proteggere l'anima di Harkat quando lui e Kurda vivevano nel presente allo stesso tempo, nessun meccanismo di questo tipo è ora in atto e Harkat presto scomparirà, anche se c'è una fuga garantita dal Lago delle Anime. Kurda decide di sacrificarsi per permettere a Harkat di portare avanti la sua vita, mentre Harkat sceglie di rischiare un possibile ritorno al Lago con la sua morte per poter continuare ad aiutare Darren nella sua missione.
Mentre Kurda si prepara a morire nuovamente, Darren e Harkat tornano nel mondo normale al Circo degli Orrori, tra l'altro Harkat si accorge che l'anagramma del suo nome completo è proprio quello di Kurda (l'indizio era anche nei denti della pantera uccisa). A questo punto Harkat tira fuori le cartoline che ha trovato nel bunker, le quali sono datate rispettivamente dodici, venti, trenta e cinquanta anni dopo: secondo la teoria del membro del Piccolo Popolo, il mondo sterile e desolato che lui e Darren hanno visitato sarebbe il futuro.